# Chrysochloris visagiei
Chrysochloris visagiei — невеликий комахоїдний ссавець родини Chrysochloridae, золотих кротів, ендемік Південної Африки. Типова місцевість розташована в Бушменленді Нама-Кару з великим сільським господарством на алювіальних піщаних заплавах річок Віс і Реностер. Прилеглі природні місця існування — це галечні рівнини та невеликі пагорби, які здаються непридатними для хризохлоридів.